# Указатель скорости

Авиационный указатель скорости

Указатель скорости в авиации — пилотажный контрольно-измерительный прибор, показывающий скорость полёта относительно воздушной среды. Действие устройства основано на измерении скоростного напора воздушного потока. Существуют указатели истинной воздушной скорости, индикаторной (приборной) скорости и комбинированные приборы. Некоторые модели указателей скорости предназначены также для определения числа Маха; они применяются на скоростных реактивных самолётах.